# Magleby Sogn (Vordingborg Kommune)
 For alternative betydninger, se Magleby Sogn. (Se også artikler, som begynder med Magleby Sogn)
Magleby Sogn er et sogn i Stege-Vordingborg Provsti (Roskilde Stift).
I 1800-tallet var Magleby Sogn et selvstændigt pastorat. Det hørte til Mønbo Herred i Præstø Amt. Magleby sognekommune blev ved kommunalreformen i 1970 indlemmet i Møn Kommune, der ved strukturreformen i 2007 indgik i Vordingborg Kommune.
I Magleby Sogn ligger Magleby Kirke.
I sognet findes følgende autoriserede stednavne:
- Aborrebjerg (areal)
- Bjergene (areal)
- Busemarke (bebyggelse, ejerlav)
- Busene (bebyggelse, ejerlav)
- Busene Have (bebyggelse)
- Hampeland (bebyggelse)
- Hunesø (vandareal)
- Karensby (bebyggelse)
- Klintholm (ejerlav, landbrugsejendom)
- Klintholm Havn (bebyggelse)
- Kobbelgårdshuse (bebyggelse)
- Kraneled (bebyggelse)
- Lille Klint (areal)
- Lilleskov (areal, bebyggelse)
- Liselund (ejerlav, landbrugsejendom)
- Magleby (bebyggelse, ejerlav)
- Mandemarke (bebyggelse, ejerlav)
- Sortsø (bebyggelse)
- Store Klint (areal)
- Store Klinteskov (areal)
- Stubberup (bebyggelse, ejerlav)
- Stubberup Have (areal, bebyggelse)
- Sømarke (bebyggelse, ejerlav)
- Søndergård (bebyggelse)